# میساکی ایتو
میساکی ایتو (انگلیسی: Misaki Ito؛ زادهٔ ۲۶ مهٔ ۱۹۷۷) یک هنرپیشه اهل ژاپن است.